# Maria Celestina Fernandes
Maria Celestina Fernandes, née le 12 septembre 1945, est une auteure angolaise pour enfants. Elle a également écrit de la poésie et des nouvelles, et a fait carrière comme travailleuse sociale et avocate.

## Parcours
Maria Celestina Fernandes est née à Lubango le 12 septembre 1945. Son père est fonctionnaire,. Elle fait ses études à l'école secondaire Salvador Correia à (Luanda). Puis elle suit une formation de travailleur social  dans un institut catholique et une formation en droit à la Faculté de droit de l'université Agostinho Neto.
En 1975, elle commence à travailler à la Banque nationale d'Angola, et y reste pendant plus de deux décennies, passant de chef du département social au poste de directeur adjoint du département juridique. Puis elle prend sa retraite.
Elle commence à écrire, pendant ces années professionnelels, à la fin des années 1980, notamment dans les Jornal de Angola et le Boletim da Organização da Mulher Angolana]. (OMA). À partir de 1990, elle publie de nombreux livres, notamment en littérature pour enfants,. En février 2016, elle participe à un festival littéraire à Lisbonne,  accueillie par l'ancien président du Portugal, Jorge Sampaio.
Elle est membre de l’Union des écrivains angolais et de la Chá de Caxinde Association.

## Principales publications
- A borboleta cor de ouro, UEA, 1990
- Kalimba, INALD, 1992
- A árvore dos gingongos, Edições Margem. 1993
- A rainha tartaruga, INALD, 1997
- A filha do soba, Nzila, 2001
- O presente, Chá de Caxinde, 2002
- A estrela que sorri, UEA, 2005
- É preciso prevenir, UEA, 2006
- As três aventureiras no parque e a joaninha, UEA, 2006
- União Arco-Íris, INALD, 2006
- Colectânea de contos, INALD, 2006
- Retalhos da vida, INALD, 1992
- Poemas, UEA, 1995
- O meu canto, UEA, 2004
- Os panos brancos, UEA, 2004
- A Muxiluanda, Chá de Caxinde, 2008

## Prix et distinctions
Elle a reçu notamment les prix suivants :
- Prémio Literário Jardim do Livro Infantil, 2010
- Prémio Caxinde do Conto Infantil, 2012
- Prémio Excelência Literária (Troféu Corujão das Letras), 2015